# Evolucija
Evolúcija  je biološki proces pri katerem se genski zapis populacij organizmov spreminja iz generacije v generacijo. Čeprav so spremembe znotraj posamezne generacije majhne, se organizmi z njihovim kopičenjem zlagoma spreminjajo in sčasoma lahko ta proces vodi v nastanek novih vrst. Pravzaprav podobnosti med poznanimi organizmi nakazujejo, da so se na ta način, s postopnim spreminjanjem, iz skupnega prednika razvile vse vrste.
Osnova tega procesa so geni, ki se prenašajo iz generacije v generacijo in se izražajo v obliki dednih lastnosti organizma. Te lastnosti se znotraj populacije razlikujejo; z drugimi besedami, organizmi izkazujejo genetsko variabilnost svojih lastnosti. Sama evolucija je rezultat dveh nasprotujočih si sil: procesov, ki nenehno producirajo razlike, in procesov, zaradi katerih postanejo nekatere od različic pogostejše, druge pa redkejše. Variabilnost se tvori na dva glavna načina: z mutacijami v genih in s prenosom genov med populacijami ter vrstami. Pri vrstah, ki se razmnožujejo spolno, se nove kombinacije genov tvorijo tudi z rekombinacijo, ki povečuje variabilnost med organizmi.
Dva glavna mehanizma določata, katera od različic znotraj populacije bo postala pogostejša, katera pa redkejša. Prvi je naravni izbor, proces, s katerim postanejo »koristne« lastnosti (tiste, ki povečujejo verjetnost preživetja in razmnoževanja) pogostejše, »škodljive« pa redkejše. To se zgodi, ker imajo posamezniki s koristnimi lastnosti večji potencial za razmnoževanje, kar pomeni da bo večje število posameznikov v naslednji generaciji podedovalo to lastnost. Preko mnogih generacij se razvijejo prilagoditve skozi kombinacijo drobnih, naključnih sprememb v lastnostih in naravnem izboru tistih, ki so najprimernejše za neko okolje. Drugi glavni mehanizem, ki vodi evolucijo, je genetski zdrs (genetski drift), neodvisen proces, ki ustvarja naključne spremembe deleža osebkov z neko lastnostjo v populaciji. Genetski zdrs je posledica vloge naključij v prenosu genov.
Z evolucijo se znanstveno ukvarja evolucijska biologija, panoga biologije, ki spremlja evolucijske spremembe in razvija teorije, ki pojasnjujejo vzroke za ta pojav. Preučevanje evolucije se je pričelo v sredini devetnajstega stoletja, ko so odkritja fosilov in raziskovanje biološke raznovrstnosti prepričale večino znanstvenikov da se vrste spreminjajo s časom. Mehanizmi teh sprememb pa so ostali neznani, dokler nista angleška naravoslovca Charles Darwin in Alfred Russel Wallace neodvisno razvila teorijo o naravnem izboru. Darwinovo temeljno delo O izvoru vrst je leta 1859 razkrilo teorijo evolucije skozi naravni izbor širši javnosti. Darwinovo delo je kmalu prepričalo večino znanstvenikov o pojavu evolucije. V tridesetih letih 20. stoletja je prišlo do sodobne sinteze evolucije z združitvijo Darwinovega naravnega izbora in Mendlove genetike, ki je združila enote evolucije (gene) z mehanizmom evolucije (naravnim izborom). Ta teorija je postala osrednje načelo sodobne biologije, ki usmerja iskanje in testiranje preverljivih napovedi ter podaja enotno razlago raznolikosti življenja na Zemlji.

## Dednost
Evolucija v živih bitjih poteka s spremembami njihovih dednih lastnosti. Za primer, barva oči pri človeku je dedna lastnost, ki jo posameznik podeduje od svojih staršev. Dedne lastnosti so rezultat izražanja genov; popoln nabor genov v genomu organizma se imenuje genotip.
Popoln nabor opazljivih lastnosti, ki predstavljajo zgradbo in vedenje nekega organizma, pa se imenuje fenotip. Te lastnosti so posledica interakcije med genotipom in njegovim okoljem. Posledica tega dejstva je, da niso vse lastnosti, ki predstavljajo fenotip organizma, podedovane. Za primer, zagorelost kože pri človeku je posledica interakcije med njegovim genotipom in sončno svetlobo; zagorelost se potemtakem ne deduje na njegove potomce. Vendar pa so med ljudmi razlike v odzivu na sončno svetlobo, ki izvirajo iz razlik med njihovimi genotipi; zelo očiten tak primer je albinizem, ki je deden.
Dedne lastnosti se prenašajo med generacijami preko molekule DNK, v kateri so zakodirane genetske informacije. DNK je polimer, sestavljen iz štirih različnih nukleotidnih baz. Zaporedje baz vzdolž molekule DNK določa genetski zapis, podobno kot zaporedje črk v vrstici besedila določa besede in stavke. Deli molekule DNK, ki kodirajo funkcionalne enote, se imenujejo geni; različni geni imajo različna zaporedja nukleotidnih baz. Vsaka molekula DNK je zelo dolga in tvori v celici zgoščeno strukturo, ki ji pravimo kromosom. Posamezna mesta znotraj kromosoma se imenujejo lokusi. Če se zaporedje DNK tega lokusa med posamezniki razlikuje, pravimo različnim oblikam tega istega zaporedja aleli. Zaporedja DNK se lahko spreminjajo zaradi mutacij, kar ustvarja nove alele. Če pride do mutacije znotraj gena, lahko novi alel vpliva na lastnost, ki jo ta gen kodira, kar spremeni fenotip organizma.
Vendar pa ta preprosta povezava med aleli in lastnostmi še zdaleč ne razloži vseh možnih variacij. Večina lastnosti je namreč posledica medsebojne interakcije več genov. Preučevanje takih kompleksnih lastnosti predstavlja pomemben del sodobne genetike. Še en pomemben, a zaenkrat slabo raziskan pojav je epigenetika, kjer pride do dednih sprememb organizmov brez spremembe v zaporedjih njihovih genov.

## Variacija
Fenotip posameznika je posledica tako njegovega genotipa kot okolja, v katerem živi. Bistven del raznolikosti fenotipov znotraj populacije je mogoče pripisati razlikam v njihovih genotipih. Sodoben koncept evolucije razlaga evolucijo kot spreminjanje te raznolikosti v času. Delež (frekvenca) nekega alela v populaciji niha in alel postaja bolj ali manj pogost v primerjavi z drugimi oblikami tega gena. Evolucijski pritiski delujejo tako, da usmerjajo spremembe v frekvenci alelov v eno ali drugo smer. Variacija izgine, ko alel doseže točko fiksacije – bodisi izgine bodisi popolnoma nadomesti predhodnika.
Variacija je posledica mutacij v genetskem zapisu, migracij med populacijami (genetski pretok) in premešanja genov ob spolnem razmnoževanju. Variacija lahko nastane tudi z izmenjavo genov med različnimi vrstami – na primer s horizontalnim prenosom genov pri bakterijah ali hibridizacijo pri rastlinah.
Kljub temu, da ti procesi nenehno povečujejo variabilnost, je velika večina genoma pri vseh predstavnikih iste vrste identična. Vendar pa lahko tudi razmeroma majhne spremembe genotipa vodijo v velike fenotipske spremembe: genoma šimpanzev in ljudi se na primer razlikujeta le v okrog 5 %.

### Mutacija
Genetska variacija je posledica naključnih mutacij, do katerih prihaja v genomih organizmov. Mutacije so spremembe v zaporedju DNK posamezne celice, ki jih povzročajo radioaktivnost, virusi, transpozoni in mutageni, pa tudi napake, ki nastanejo pri mejozi ali podvojevanju DNK. Ti dejavniki povzročajo več vrst sprememb v zaporedjih DNK; spremembe bodisi nimajo vpliva, bodisi povzročijo spremembo v produktih teh genov (beljakovinah) ali popolnoma preprečijo delovanje gena. Poskusi pri muhah vrste Drosophila melanogaster kažejo, da je v primeru spremembe produkta gena ta sprememba v večini primerov škodljiva za organizem. Okrog 70 odstotkov takih mutacij ima škodljiv vpliv, preostale pa bodisi nimajo neposrednega vpliva bodisi so rahlo koristne. Zaradi škodljivih vplivov, ki jih mutacije lahko povzročajo v celicah, so se razvili mehanizmi za popravljanje DNK, ki odstranjujejo mutacije. Dejanska hitrost mutacij pri neki vrsti je tako ravnovesje med posledicami visoke stopnje mutacij (recimo osipom osebkov s škodljivimi mutacijami) in presnovno energijo, ki je potrebna za delovanje ter vzdrževanje popravljalnih mehanizmov. Nekateri organizmih, kot so retrovirusi, imajo tako visoko stopnjo mutacij, da vsebuje večina potomcev vsaj en mutiran gen. Takšna stopnja mutacij je lahko za viruse koristna, saj jim omogoča, da se hitro prilagajajo na obrambne mehanizme gostiteljevega imunskega sistema.
Mutacija lahko povroči podvojitev velikega odseka molekule DNK znotraj kromosoma, kjer postane kopija bogat vir »surovin« za nastanek novih genov. Če sta namreč v genomu prisotni dve kopiji istega gena, se lahko eden od njiju spremeni, drugi pa ohrani staro funkcijo. Ocenjujejo, da se vsakih milijon let v živalskem genomu tako podvoji na desetine do stotine genov. Večina genov pripada večjim družinam genov, ki imajo skupen izvor. Popolnoma novi geni lahko nastanejo na več načinov, najpogosteje s podvojitvijo in mutacijo predhodnika ali pa z rekombinacijo delov različnih genov, ki ustvari nove kombinacije z novimi funkcijami. V tem primeru beljakovinske domene delujejo kot gradbeni elementi (moduli) z neodvisnimi funkcijami, ki se lahko kombinirajo na različne načine, vsaka kombinacija z drugačnimi lastnostmi. Za primer, v človeškem očesu se izražajo štirje geni za strukture, ki zaznavajo svetlobo: trije za barvni vid in eden za gledanje v mraku; vsi štirje so nastali iz istega prednika. Druga prednost podvojitve gena (ali celo celotnega genoma) je, da se funkcije kopij prekrivajo, kar omogoča ohranitev alelov, ki bi sicer bili škodljivi za organizem; tako se povečuje genetska raznolikost.
Spremembe v kromosomskem številu lahko vključujejo tudi še obsežnejše mutacije, kjer se segmenti DNK znotraj kromosomov prelomijo in nato prerazporedijo. Za primer, dva kromosoma sta se pri rodu Homo zlila in pri človeku tvorita kromosom 2, pri ostalih človečnjakih pa do tega zlitja ni prišlo in imajo izvorna kromosoma še vedno ločena. V evoluciji pa je verjetno najpomembnejša vloga tovrstnih kromosomskih prerazporeditev preprečevanje križanja, kar pomaga pri ohranjanju genetskih razlik med populacijami in pospešuje nastajanje novih vrst.
Zaporedja DNK, kot so transpozoni, ki se lahko premikajo znotraj genoma, predstavljajo poglaviten del genetskega materiala rastlin in živali in so verjetno igrali pomembno vlogo pri evoluciji genomov. Tako je kratko zaporedje »alu« v človeškem genomu prisotno vsaj v milijon kopijah in te sekvence so sčasoma pridobile različne funkcije, med njimi regulacijo izražanja genov. Druga posledica premikanja transpozonov po genomu je možnost mutacije ali delecije obstoječih genov, kar ponovno povečuje genetsko raznolikost.

### Spol in rekombinacija
Organizmi, ki se razmnožujejo nespolno, podedujejo vse gene v kompletu, saj se pri razmnoževanju geni različnih osebkov ne morejo kombinirati. Potomci organizmov, ki se razmnožujejo spolno, pa vsebujejo naključno mešanico kromosomov staršev, ki nastane zaradi neodvisnega dodeljevanja le-teh potomcem. S procesom genetske rekombinacije pa lahko spolno razmnožujoči se organizmi izmenjujejo tudi manjše odseke DNK med enakovrednimi kromosomi. Rekombinacija in prerazporeditev ne spreminjata deleža alelov, spreminjata pa, kateri aleli so med seboj povezani in ustvarjata osebke z novimi kombinacijami alelov. Medtem ko ta proces poveča variabilnost potomcev nekega osebka, lahko predpostavimo da takšno mešanje v populaciji kot celoti bodisi ne bo imelo učinka, bodisi bo genetska diverziteta povečana ali zmanjšana (odvisno od tega, kako so aleli v populaciji razporejeni). Za primer, če sta dva alela v populaciji razporejena naključno, potem spolno razmnoževanje ne bo imelo učinka na diverziteto. Če pa se alela pogosto nahajata v paru, bo spolno razmnoževanje približalo njuno razporeditev naključnemu stanju. Posledica tega bo zmanjšanje diverzitete. Skupni učinek spolnega razmnoževanja na naravno diverziteto še ni povsem razjasnjen, raziskave pa nakazujejo, da jo večinoma povečuje in lahko pospeši hitrost evolucije.
Zaradi rekombinacija sta lahko tudi alela, ki se nahajata blizu skupaj v verigi DNK, podedovana neodvisno. Vendar pa je stopnja rekombinacije nizka, saj je na primer pri človeku verjetnost, da se bo zgodila v odseku dolgem milijon baznih parov, okrog enega odstotka na generacijo. Posledica je, da se geni, ki ležijo blizu skupaj, v večini primerov tudi dedujejo skupaj. To tendenco merimo z ugotavljanjem, kako pogosto se dva alela različnih genov v neki populaciji pojavita skupaj, kar imenujemo njuna neuravnoteženost vezave (angleško linkage disequilibrium). Kompletu alelov, ki se po navadi deduje v skupini, pravimo haplotip.
Spolno razmnoževanje pomaga pri odstranjanju škodljivih mutacij in ohranjanju koristnih. Posledica tega je, da se škodljive mutacije kopičijo, kjer se aleli z rekombinacijo ne morejo ločiti - na primer pri sesalskem kromosomu Y, ki se prenaša samo iz očetov na sinove. Poleg tega lahko rekombinacija in prerazporeditev ustvarita posameznike z novimi, koristnimi kombinacijami genov. Ta učinek uravnava dejstvo, da lahko ti procesi povzročajo tudi škodljive mutacije in ločujejo koristne kombinacije genov.

### Populacijska genetika
S stališča genetike je evolucija sprememba frekvenc alelov od generacije do generacije znotraj populacije, ki ima skupen genski sklad. Populacija je skupina pripadnikov iste vrste v nekem kraju. Za primer, skupina nočnih metuljev iste vrste, ki živijo v izoliranem gozdu, predstavlja populacijo. Nek gen v tej populaciji lahko ima več različnih oblik, kar povzroča razlike med fenotipi osebkov znotraj te populacije. En takih primerov je gen za obarvanost nočnih metuljev, ki ima dve obliki (alela): za črno in svetlo obarvanost. Genski sklad je popoln nabor alelov v neki populaciji in vsak alel se pojavi pri določenem številu oz. deležu osebkov, s tem pa tudi v genskem skladu te populacije. Delež določenega alela v genskem skladu je pogostost oz. frekvenca alela. Do evolucije pride, ko se spremenijo frekvence alelov znotraj populacije organizmov, ki se križajo med seboj; na primer, alel za črno obarvanost v populaciji nočnih metuljev lahko postane pogostejši.
Za razumevanje mehanizmov, ki povzročajo evolucijo populacije, je koristno vedeti, pri katerih pogojih do evolucije ne pride. Hardy-Weinbergovo načelo določa, da bo frekvenca alelov v dovolj veliki populaciji ostala enaka, če bosta nanjo vplivala samo naključno prerazporejanje teh alelov pri nastanku spolnih celic in njihovo naključno kombiniranje ob oploditvi. Pravimo, da je takšna populacija v Hardy-Weinbergovem ravnovesju in se ne razvija.

### Pretok genov
Pretok genov je izmenjava genov med populacijami, ki večinoma pripadajo isti vrsti. Dva zgleda za pretok genov sta parjenje organizmov, ki se selijo med populacijami, in razširjanje peloda. Prenos genov med vrstami predstavljata med drugim nastanek križancev in horizontalni prenos genov.
Preseljevanje v populacijo ali iz nje lahko spremeni frekvence alelov, predstavlja pa tudi nov vir genske diverzitete v populaciji. Priseljevanje lahko doda nov genetski material v genski sklad populacije, nasprotno pa ga odseljevanje lahko odstranjuje. Glede na to, da so prepreke za križanje nujne pri nastanku novih vrst iz ločujočih se populacij, lahko pretok genov upočasni ta proces z zmanjševanjem genetskih razlik. Pretok genov lahko zaustavijo denimo geografske ovire, kot so gorske verige, oceani in puščave, pa tudi človeške strukture, kot je veliki kitajski zid, ki opazno upočasnjuje pretok genov med populacijami rastlin na obeh straneh.
Če se dve vrsti še nista dovolj temeljito ločili med seboj, lahko imata še vedno skupne potomce, na primer mule kot potomci konj in oslov. Takšni križanci so največkrat neplodni, saj imajo dva različna kompleta kromosomov, ki se v mejozi ne morejo kombinirati. V tem primeru se lahko zelo sorodni vrsti redno križata, vendar se hibridi ne razmnožujejo dalje in tako dolgoročno ne prihaja do pretoka genov, vrsti pa ostaneta ločeni. V redkih primerih so križanci plodni, v tem primeru ima lahko nova vrsta vmesne lastnosti obeh starševskih vrst ali popolnoma nov fenotip. Vloga hibridizacije pri tvorbi novih vrst živali je še nerazjasnjena, vendar se primeri pojavljajo pri mnogih vrstah, najočitneje pri dvoživkah.
Hibridizacija je po drugi strani pomemben mehanizem nastanka novih vrst (speciacije) pri rastlinah, kjer je poliploidija (prisotnost več kopij istega kromosoma) manjša ovira za preživetje. Poliploidija tu omogoča razmnoževanje hibridov, saj se med mejozo lahko dva različna kompleta kromosomov združita z ustreznima partnerjema, potomci pa imajo nato različna kromosomska števila. Poliploidi imajo tudi večjo gensko diverziteto, kar zmanjša škodljiv vpliv križanja v sorodstvu pri majhnih populacijah.
Horizontalni genski prenos je prenos genov med organizmoma, ki nista starš in potomec; pojav je najpogostejši pri bakterijah. Njegove posledice so najbolj opazne v medicini, saj omogoča širjenje genov, ki povzročajo odpornost proti antibiotikom, med različnimi bakterijskimi vrstami.
Domnevajo tudi, da je prišlo do horizontalnega prenosa genov med bakterijami in evkarioti, kot sta kvasovka Saccharomyces cerevisiae in hrošč Callosobruchus chinensis. Tu izstopajo bdeloidni kotačniki, ki so kot kaže prejeli vrsto genov od bakterij, gliv in rastlin. Tudi virusi lahko prenašajo DNK med organizmi in omogočajo prenos genov celo med domenami organizmov. Do večjega prenosa genov je prišlo tudi med predniki sodobnih evkariotskih celic in prokarioti ob prevzemu kloroplastov ter mitohondrijev.

## Mehanizmi
Dva glavna mehanizma evolucije sta naravni izbor in genetski zdrs. Naravni izbor daje prednost genom, ki povečujejo sposobnost organizma za preživetje in reprodukcijo. Genetski zdrs pa je naključna sprememba v frekvenci alelov, ki jo povzroča do neke mere naključen izbor genov vsake generacije, ki se bodo prenesli v naslednjo generacijo. Vpliv enega ali drugega mehanizma v določeni populaciji je odvisen od moči selekcijskega pritiska in števila posameznikov, sposobnih reprodukcije. Pri večjih populacijah ima pomembnejšo vlogo naravni izbor, pri manjših pa genetski zdrs. Prevladujoč vpliv zdrsa v majhnih populacijah lahko vodi celo do fiksacije rahlo škodljivih mutacij. Posledica tega je, da lahko spremembe v velikosti populacije močno vplivajo na potek evolucije. Zgled so populacijska ozka grla, kjer se velikost populacije začasno zmanjša, s čimer se izgubi del genetske diverzitete in postane populacija bolj monotona.

### Naravni izbor
Naravni izbor je proces, s katerim postanejo mutacije, ki izboljšajo možnosti za reprodukcijo, pogostejše in to razmerje tudi ohranjajo v nadaljnjih generacijah. Ta mehanizem pogosto obravnavamo kot »samoumeven«, saj je logična posledica treh preprostih dejstev:
- Znotraj populacije organizmov obstaja dedna variabilnost
- Organizmi imajo več potomcev kot jih lahko preživi
- Potomci imajo na račun podedovanih lastnosti različne možnosti za preživetje in reprodukcijo.

Posledica tega je tekmovanje med organizmi za preživetje in razmnožitev. To povzroči, da organizmi z lastnostmi, ki jim dajejo prednost pred tekmeci, te lastnosti prenesejo na svoje potomce, lastnosti, ki ne dajejo te prednosti pa se ne prenesejo na naslednjo generacijo.
Osrednji koncept naravne selekcije je evolucijski doprinos (evolucijski fitnes) organizma. To je mera, koliko prispeva nek organizem naslednjim generacijam v genetskem smislu. Doprinos ni enak številu potomcev, temveč gre za delež osebkov v nadaljnjih generacijah, ki nosijo njegove gene.
Zatorej, če nek alel poveča doprinos bolj kot drugi aleli tega gena, bo z vsako generacijo postal pogostejši v populaciji. Selekcija deluje v prid lastnosti. Lastnosti, ki lahko povečata doprinos, sta povečana možnost preživetja in večja plodnost. Nasprotno je pri alelih, ki doprinos zmanjšujejo. Pomembno je razumeti, da doprinos alela ni nespremenljiva lastnost; če se okolje spremeni, lahko prej nevtralne ali škodljive lastnosti postanejo koristne, ali pa koristne lastnosti postanejo škodljive.
Naravni izbor za lastnost, ki lahko zavzema večji obseg vrednosti (npr. telesna višina), lahko razdelimo v tri različne tipe. Prvi je usmerjena selekcija, ki je sprememba povprečne vrednosti neke lastnosti v času – za primer, predstavniki populacije lahko počasi postajajo višji. Drugi je disruptivna selekcija, ki favorizira ekstreme in deluje proti povprečni vrednosti, rezultat česar je pogosto obstoj dveh različnih tipov v populaciji. Takšen tip selekcije bi potekal, če bi imeli zelo visoki in zelo nizki organizmi prednost pred povprečno visokimi. Nazadnje pa gre evolucija pri stabilizirajoči selekciji v smeri povprečja, ekstremi pa imajo manjšo možnost preživetja. Posledica tega je zmanjšanje variance porazdelitve te lastnosti in manjša raznolikost. Ta tip selekcije bi počasi povzročil, da bi bili vsi predstavniki populacije približno enako visoki.
Poseben primer naravnega izbora je spolna selekcija, ki favorizira vse lastnosti, ki povečujejo možnost za parjenje, s tem da povečajo privlačnost organizma za potencialne spolne partnerje. Lastnosti, ki so se razvile s spolno selekcijo, so še posebej očitne pri samcih nekaterih živalskih vrst, čeprav okorni rogovi, paritveno oglašanje, živa obarvanost in podobne lastnosti sicer zmanjšujejo možnost preživetja s privabljanjem plenilcev ali otežujejo vsakodnevne aktivnosti. Večji paritveni uspeh samcev, ki izkazujejo omenjene lastnosti, je protiutež za to pomanjkljivost.
Naravni izbor v splošnem postavlja naravo za merilo, po katerem imajo posamezniki in posamezne lastnosti večjo ali manjšo možnost preživetja. »Naravo« v tem smislu predstavlja ekosistem, torej sistem, v katerem organizmi delujejo vzajemno z vsemi ostalimi elementi tega sistema, tako abiotskimi kot biotskimi v njihovem neposrednem okolju. Eugene Odum, eden od začetnikov ekologije, je definiral ekosistem kot »vsako enoto, ki vključuje vse organizme... na danem območju, ki delujejo vzajemno s fizičnim okoljem, tako da pretok energije vodi do jasno definirane trofične strukture, biotske raznolikosti in kroženja snovi (tj. izmenjavo snovi med živimi in neživimi komponentami) znotraj sistema.« Vsaka populacija znotraj ekosistema zavzema določeno ekološko nišo oz. položaj z določenimi razmerji do ostalih delov sistema. Ta razmerja vključujejo med drugim ontogenetski razvoj organizma, njegov položaj v prehranjevalni verigi in njegovo geografsko razširjenost. Takšen splošen pogled na naravo omogoča znanstvenikom opazovanje posameznih vplivov, ki skupaj predstavljajo naravni izbor.
Raziskave se osredotočajo na enoto izbora, kjer so lahko subjekt naravnega izbora geni, celice, posamezni organizmi, skupine organizmov ali celo vrste. Nobena od enot ne izključuje drugih in izbor lahko deluje na več nivojih hkrati. Zgled za selekcijo pod nivojem organizma so transpozoni, geni, ki se lahko podvajajo in razširjajo znotraj genoma. Selekcija nad nivojem posameznika, npr. skupinska selekcija, lahko vodi do evolucije kooperacije, kot je opisana spodaj.

### Genetski zdrs
Genetski zdrs oz. drift je sprememba v frekvenci alelov od ene generacije do druge, do katere pride, ker aleli pri potomcih predstavljajo naključni vzorec tistih od staršev, pa tudi zaradi vloge, ki jo ima naključje pri tem ali se bo določen organizem uspel razmnožiti. V matematičnem smislu so aleli podvrženi napaki pri vzorčenju. Posledica je, da se bodo frekvence alelov v odsotnosti selekcijskega pritiska naključno spreminjale navzgor ali navzdol. Zdrs se zaključi, ko alel nazadnje postane fiksiran, bodisi tako da izgine iz populacije ali popolnoma nadomesti vse druge alele. Genetski zdrs lahko tako odstrani nekatere alele iz populacije samo na podlagi naključja in povzroči, da se začneta dve ločeni populaciji razlikovati po genetskem zapisu tudi brez vsakršnega selekcijskega pritiska.
Čas, v katerem postane alel fiksiran z zdrsom, je odvisen od velikosti populacije, pri čemer pride do fiksacije hitreje v manjših populacijah. Pri tem je potrebno upoštevati natančno merilo populacije, t. i. »razpoložljivo velikost populacije«. Razpoložljiva velikost populacije je vedno manjša od celotnega števila osebkov, saj ne vključuje osebkov, ki so premladi oz. prestari za razmnoževanje, upošteva pa tudi nižjo verjetnost parjenja osebkov, ki živijo daleč vsaksebi, in stopnjo parjenja v sorodstvu.
Pomembno vprašanje v sodobni evolucijski biologiji je, kolikšen je vpliv teh dveh sil na evolucijske spremembe oz. katera od njiju je pomembnejša (čeravno je za prilagajanje odgovoren naravni izbor). Raziskave je vzpodbudila t. i. nevtralna teorija molekularne evolucije, ki predpostavlja, da je večina evolucijskih sprememb posledica fiksacije nevtralnih mutacij, ki nimajo neposrednega vpliva na fitnes organizma. V tem modelu je torej večina genetskih sprememb v populaciji posledica nenehnih mutacij in genetskega zdrsa. Danes je teorija v tej obliki večjidel zavrnjena, saj ne se ne ujema z genetsko raznovrstnostjo kot je vidna v naravi. Vendar pa je iz nje izšla bolje podprta »skoraj nevtralna teorija molekularne evolucije«, ki predpostavlja, da ima večina mutacij le majhen vpliv na fitnes.

## Izid
Evolucija vpliva na vse ravni oblike in vedenja organizmov. Najočitnejše so vedenjske in fizične prilagoditve, ki so posledica naravnega izbora. Te prilagoditve povečujejo fitnes, saj olajšujejo aktivnosti kot so iskanje hrane, izogibanje plenilcem in privabljanje spolnih partnerjev. Organizmi se lahko odzovejo na selekcijo tudi tako da sodelujejo, največkrat tako da pomagajo sorodnikom ali vzpostavijo sožitje, ki koristi obema partnerjema. Evolucija na dolgi rok ustvarja nove vrste tako, da ločuje izvorne populacije organizmov v nove skupine, ki se ne križajo med seboj.
Tovrstne rezultate evolucije včasih delimo na makroevolucijo, ki je evolucija na nivoju vrste ali nad njim (npr. izumrtje in speciacija), ter mikroevolucijo, ki obravnava manjše evolucijske spremembe, denimo prilagoditve znotraj vrste ali populacije. Makroevolucijo v splošnem razumemo kot posledico dolgega obdobja mikroevolucije. V tem smislu razlika med mikro- in makroevolucijo ni bistvena - razlikujeta se samo v času, ki je potreben za spremembe. Vendar pa so lahko pri makroevoluciji pomembne tudi lastnosti vrste kot celote. Za primer, večja variabilnost osebkov omogoča vrsti da se hitro prilagodi novemu življenjskemu okolju, kar zmanjšuje možnost za njeno izumrtje, medtem ko veliko območje razširjenosti povečuje možnost za nastanek nove vrste s tem ko poveča verjetnost da bo del populacije postal izoliran od glavnine. Tako po mnenju nekaterih mikro- in makroevolucija obravnavata selekcijo na različnih nivojih - mikroevolucija deluje na gene in organizme, makroevolucijski procesi pa na nivoju celotnih vrst, kjer vplivajo na hitrost speciacije ter izumrtja.
Uveljavljeno je zmotno prepričanje, da je evolucija »progresivna«, torej da proizvaja vedno kompleksnejše organizme. V resnici naravni izbor nima končnega cilja in ne vodi nujno do večje kompleksnosti. Čeprav so kompleksni organizmi nastali z evolucijo, je to prej stranski učinek povečevanja števila organizmov in preprosti organizmi še vedno prevladujejo na Zemlji. Ocenjujejo, da veliko večino vrst predstavljajo mikroskopski prokarioti, ki navkljub svoji majhni velikosti predstavljajo polovico svetovne biomase. Preprosti organizmi so bili skozi celotno zemeljsko zgodovino in so še vedno prevladujoča oblika življenja, višje oblike življenja pa delujejo bolj raznolike le zato, ker jih je lažje opaziti ter preučevati.

### Prilagoditev
Prilagajanje (s tujko adaptacija) je eden od osnovnih pojavov v biologiji in je proces, s katerim postane organizem primernejši za svoj habitat. Izraz se lahko nanaša tudi na lastnost, ki je pomembna za preživetje organizma. Zgled je prilagoditev konjevih zob za mletje trave ali sposobnost hitrega teka, s katerim uide plenilcem. Z uporabo izraza prilagajanje za evolucijski proces in prilagoditev za njegov rezultat (strukturo ali funkcijo), lahko ločimo oba pomena. Prilagoditve so rezultat naravnega izbora. Genetik in evolucijski biolog Theodosius Dobzhansky je postavil naslednje definicije:
1. Prilagajanje je evolucijski proces, s katerim postane organizem bolj sposoben živeti v svojem habitatu oz. habitatih.
2. Prilagojenost je lastnost, ki iz tega izhaja - stopnja, do katere je organizem sposoben preživeti in se razmnoževati v danem okolju.
3. Prilagoditev je vidik razvojnega vzorca organizma, ki mu omogoča ali poveča verjetnost za njegovo preživetje in razmnožitev.

Prilagajanje lahko povzroči bodisi pridobitev nove lastnosti, bodisi izgubo lastnosti, ki so jo imeli predniki nekega organizma. Zgled, ki ponazarja obe vrsti sprememb, je prilagajanje bakterij na antibiotike, kjer genetske spremembe povzročijo odpornost na antibiotike tako, da spremenijo strukturo, na katero se antibiotik veže, ali povečajo aktivnost transportnih molekul, ki odstranjujejo antibiotike iz celice. Podobno izraziti zgledi so bakterije vrste Escherichia coli, ki so v dolgoročnem laboratorijskem poskusu razvile sposobnost uporabe citronske kisline kot hranila, bakterije iz rodu Flavobacterium, ki so razvile nov encim, ki jim omogoča rast na stranskih produktih proizvodnje najlona, in bakterije Sphingobium, ki so razvile popolnoma novo metabolno pot za razgradnjo sintetičnega pesticida pentaklorofenola.
Vendar pa so mnoge lastnosti, ki so navidez enostavne prilagoditve, dejansko eksaptacije: strukture, prvotno prilagojene za neko funkcijo, ki so po naključju postale koristne tudi za neko drugo funkcijo v procesu evolucije. Zgled je afriška kuščarica vrste Holaspis guentheri, pri kateri se je razvila izjemno ploščata glava za skrivanje v špranjah (podobno kot pri bližnje sorodnih vrstah), a je postala tako ploščata, da koristi tudi pri jadranju z drevesa na drevo. Drug tak zgled je uporaba encimov iz glikolize in razgradnje organizmu tujih snovi (ksenobiotikov) za kristaline, strukturne elemente, ki gradijo lečo v očesu.
Ker je adaptacija posledica postopnega spreminjanja obstoječih struktur, imajo lahko strukture s podobno notranjo zgradbo zelo različne vloge pri sorodnih organizmih. Do tega pride, ker se je izvorna struktura prilagodila za opravljanje različnih nalog. Za primer, kosti v krilu netopirjev so po zgradbi podobne tako tistim v človeški roki kot tistim v plavuti delfina, saj so se pri vseh treh razvile iz sprednjih okončin skupnega prednika teh bitij, ki je imel na vsaki pet prstov. Druge take anatomske značilnosti, kot so denimo zapestne kosti pri pandi, ki so oblikovane v nekakšen »palec«, nam kažejo, da lahko evolucijski izvor nekega organizma omejuje obseg prilagoditev njegovih potomcev.
S prilagajanjem lahko nekatere strukture izgubijo svojo vlogo in postanejo zakrnele. Take strukture imajo majhno vlogo ali sploh nobene pri dani vrsti, pri njenem predniku ali bližnje sorodnih vrstah pa je lahko vloga povsem jasna. Zgled so psevdogeni, nefunkcionalni ostanki oči pri slepih jamskih ribah, krila pri neletečih ptičih, in prisotnost kosti okolčja pri kitih in kačah. Pri človeku so take strukture modrostni zobje, trtica in slepič.
Eno osnovnih načel ekologije je kompetitivna izključitev: dve vrsti ne moreta zasedati iste ekološke niše v istem okolju dlje časa. Posledica je, da bo naravni izbor deloval v smeri prilagoditve vrst za različne niše. Model za ta proces so ribe sladkovodni ostrižniki (družina Cichlidae), pri katerih je prišlo do specializacije različnih populacij za različne habitate, kar je zmanjšalo kompeticijo za hrano in vodilo do nastanka velikega števila ozko sorodnih vrst.
Eno od področij raziskav v evolucijski biologiji so razvojne osnove adaptacij in eksaptacij. Te raziskave se osredotočajo na izvor in evolucijo embrionalnega razvoja ter kako lahko spremembe le-tega vodijo do novih lastnosti. Zgled so kosti, ki postanejo v razvoju zarodka pri sesalcih del srednjega ušesa, pri ostalih vretenčarjih pa del čeljusti. Možen je tudi ponoven pojav struktur, ki so se v evoluciji izgubile, zaradi sprememb genov odgovornih za potek embrionalnega razvoja. Tako lahko kokoši zrastejo zobje, podobni krokodilovim, če pride do mutacije enega od teh kontrolnih genov. Vse bolj kaže, da so spremembe oblike organizmov v veliki meri posledica spremembe stopnje in časa izražanja majhne skupine genov, ki nadzorujejo embrionalni razvoj.

### Koevolucija
Medsebojno delovanje organizmov je lahko bodisi konfliktno, bodisi kooperativno (sodelovanje). Kadar gre za interakcijo različnih vrst, kot sta patogen in njegov gostitelj ali plenilec in njegov plen, lahko pride pri takih parih do razvoja povezanih mutacij. Tukaj evolucija ene vrste povzroči prilagajanje druge. Spremembe pri drugi vrsti nato povzročijo nove adaptacije pri prvi. Ta krog selekcije in odzivanja na medsebojne spremembe imenujemo koevolucija. Zgled za tak par sta močerad vrste Taricha granulosa, ki izloča tetrodotoksin za obrambo, in kača vrste Thamnophis sirtalis, ki se z njim prehranjuje in je razvila odpornost proti tetrodotoksinu. Pri tem paru plen-plenilec sta se tako zaradi t. i. »evolucijske oborožitvene tekme« razvila izredno visoka količina toksina pri močeradu in ustrezno visoka odpornost nanj pri kači.

### Kooperacija
Vendar pa ne pride pri vseh interakcijah med organizmi do konflikta. Z evolucijo so se razvili tudi mnogi primeri medsebojno koristnih interakcij. Ekstremen primer kooperacije je med rastlinami in mikoriznimi glivami, ki rastejo na njihovih koreninah in pomagajo pri črpanju hranilnih snovi iz prsti. To je vzajemno razmerje, saj imajo tudi glive korist - od rastlin dobijo sladkorje, ki jih te pridobijo s fotosintezo. Mikoriza je ekstremen primer sodelovanja, saj rastejo glive v notranjosti rastlinskih celic, kar jim omogoča izmenjavo hranil z gostiteljem, hkrati pa izločajo snovi, ki zavirajo imunski sistem rastline.
Takšne zveze so se razvile tudi med organizmi iste vrste. Najočitnejši tak primer je evsocialnost pri socialnih žuželkah, kot so čebele, termiti in mravlje, kjer množica sterilnih osebkov v koloniji hrani in varuje majhno število tistih, ki so se sposobni razmnožvati. Nekaj organizacijskih stopenj nižje je primer somatičnih celic, ki sestavljajo telo organizma. Njihovo delovanje je tesno regulirano da vzdržujejo stabilnost organizma, to pa vzdržuje majhno število spolnih celic, ki imajo vlogo ustvarjanja potomcev. Kadar se celice ne odzivajo na signale, ki jim omejujejo rast in delitev, lahko njihova nenadzorovana rast povzroči raka.
Takšna kooperacija znotraj vrste se je domnevno razvila s procesom sorodstvene selekcije, kjer en organizem pomaga pri skrbi za potomstvo sorodnika. Takšna dejavnost ima selekcijsko prednost, saj obstaja visoka verjetnost, da bosta oba - tako skrbnik kot oskrbovani potomec sorodnika - nosilca enakih alelov, ki spodbujajo kooperacijo, s čimer se ti aleli prenašajo v naslednje generacije. Podoben proces je skupinska selekcija, kjer sodelovanje daje prednost celotni skupini organizmov.

### Speciacija
Speciacija je proces, s katerim se vrsta razdeli v dve ali več vrst. V evolucijski biologiji obravnavamo vrste kot statističen pojav in ne biološke kategorije oz. tipe. Tak pogled je precej drugačen od uveljavljenega pojmovanja vrste kot razreda organizmov, ki ga predstavlja tipski organizem, ki izkazuje vse lastnosti te vrste. Namesto tega definiramo vrsto kot ločeno razvijajočo se linijo, ki tvori enoten genski sklad. Lastnosti, kot so genski zapis in telesna zgradba, se uporabljajo za ločevanje med ozko sorodnimi linijami, vendar te lastnosti niso popolnoma zanesljiv znak. Sama definicija izraza »vrsta« ni splošno sprejeta, posebej pri prokariotih. Biologi so predlagali več natančnejših definicij, vendar je izbira definicije pogosto pragmatična, odvisna od posebnosti vrste, ki je predmet raziskave. V večini primerov pa je predmet biološke raziskave tako ali tako populacija, torej skupina organizmov, ki so v medsebojnem stiku, in ne vrsta - skupina med seboj podobnih osebkov.
Speciacijo so opazovali že večkrat, tako v nadzorovanih laboratorijskih pogojih kot v naravi. Pri organizmih, ki se razmnožujejo spolno, je speciacija posledica t. i. reproduktivne izolacije - nezmožnosti križanja dela populacije s preostankom, ki ji sledi genealoška ločitev. Poznamo štiri mehanizme speciacije. Najpogostejša pri živalih je alopatrična speciacija, do katere pride v populacijah, ki se razdelijo zaradi geografskih preprek. Selekcija lahko v teh razmerah zelo hitro vodi do sprememb v zgradbi in vedenju organizmov. Ker selekcija in genetski zdrs delujeta neodvisno na matično populacijo in njen ločeni del, vodi ločitev do nastanka organizmov, ki se ne morejo več križati med seboj.
Drug mehanizem je peripatrična speciacija, kjer postane izoliran v novem okolju majhen del populacije. Peripatrična se od alopatrične speciacije razlikuje po tem, da je pri njej izolirana populacija številčno mnogo manjša od matične. Tu je speciacija še hitrejša zaradi učinka genetskega drifta in delovanja selekcije na majhen genski sklad.
Tretji mehanizem je parapatrična speciacija. Tako kot pri peripatrični gre tu za majhno populacijo, ki poseli nov habitat, vendar pri parapatrični speciaciji ni fizične ločitve med populacijama. Namesto tega je speciacija posledica razvoja mehanizmov, ki preprečujejo pretok genov med njima. To se največkrat zgodi, kadar pride do drastične spremembe okolja v habitatu matične vrste. Tak primer je trava vrste Anthoxanthum odoratum, pri kateri je parapatrična speciacija odziv na lokalizirano onesnaženje s težkimi kovinami iz rudnikov na območju, kjer raste. V okolici rudnikov se razvijejo trave, ki so odporne na velike količine kovin v prsti. Selekcija deluje proti križancem z rastlinami, ki niso odporne proti kovinam, zato se kmalu razvijejo mehanizmi, ki preprečujejo križanje - pospešujejo križanje znotraj populacije in spreminjajo lastnosti tako, da preprečujejo križanje med populacijami (drugačen čas cvetenja, oblika spolnih organov ipd.). Posledica je reproduktivna izolacija.
Zadnji mehanizem je simpatrična speciacija, kjer se vrsti ločita brez geografske izolacije ali sprememb v habitatu. Takšen pojav je redek, saj vsak pretok genov zmanjšuje genetske razlike med deli populacij. Da lahko pride do reproduktivne izolacije v teh pogojih, mora znotraj vrste nastati polimorfizem in se razviti preferenca za parjenje z eno ali drugo obliko (torej nenaključno).
Poseben primer simpatrične speciacije je pojav, kjer pride do križanja dveh sorodnih vrst z nastankom križancev. Tak pojav je pri živalih zelo redek, saj so križanci večinoma sterilni. Sterilnost je posledica tega, da se med mejozo združijo homologni kromosomi; če so kromosomi med seboj različni, se ne morejo uspešno združiti. Pogosteje se to dogaja pri rastlinah, ki so znane po tem, da lahko podvojijo število kromosomov (poliploidija). To omogoča kromosomom vsake starševske vrste, da se pri mejozi združijo z enako kopijo in razvoj zarodka se nadaljuje normalno. To se je zgodilo pred okrog 20.000 leti, ko sta se križali Arabidopsis thaliana in Arabidopsis arenosa ter ustvarili novo vrsto Arabidopsis suecica. Biologi so ta dogodek uspešno ponovili v laboratoriju, kar daje možnost za preučevanje udeleženih genetskih mehanizmov. Tudi podvojevanje kromosomov samo po sebi je lahko vzrok reproduktivne izolacije, saj polovica kromosomov ostane brez para če se taka rastlina križa z rastlino brez podvojenih kromosomov.
Pojavi speciacije so posebej pomembni v teoriji, ki predpostavlja, da se evolucijske spremembe dogajajo skokovito, med temi skoki pa so daljša obdobja stabilnosti v zgradbi organizmov (t. i. punctuated equilibrium). Teorija se ujema z vzorcem fosilnega zapisa, ki nam kaže hitre »izbruhe« evolucije, med njimi pa razmeroma dolga obdobja stabilnosti oblike organizmov. Po tej teoriji sta speciacija in »izbruhi« evolucije povezana pojava, saj naravni izbor in genetski drift delujeta najmočneje na organizme, ki so podvrženi speciaciji v novih habitatih, in majhne populacije. Obdobja stabilnosti v fosilnem zapisu tako predstavljajo matične populacije, organizmi, ki se spreminjajo, pa so fosilizirani v mnogo manjšem številu, saj gre za majhne ali geografsko zelo omejene populacije.

### Izumrtje
Izumrtje je izginotje celotne vrste. To ni redek ali nenavaden dogodek, saj vrste redno nastajajo s speciacijo in izginjajo z izumiranjem. Večina vrst, ki je nastala od začetka življenja, je danes izumrla in kaže, da je izumrtje končna usoda vsake vrste. Ti dogodki so se dogajali skozi vso zgodovino življenja, v določenih obdobjih, t. i. množičnih izumrtjih, pa se je hitrost izumiranja močno povečala. Najbolj znano tako izumrtje je bilo na prelomu krede in terciarja, ko so izumrli med drugim ne-ptičji dinozavri, vendar pa za najhujše velja tisto na prelomu perma in triasa, ko je izumrlo približno 96 odstotkov vseh vrst. Po teh kriterijih trenutno poteka holocensko množično izumiranje, povezano z razširjanjem človeka v zadnjih nekaj tisočletjih. Trenutna hitrost izumiranja je sto- do tisočkrat večja od povprečne in lahko se zgodi, da bo do sredine 21. stoletja izumrlo do 30 odstotkov vrst, ki so živele pred vzponom človeka. Človeška dejavnost je glavni vzrok za trenutno izumiranje; v bližnji prihodnosti ga utegne dodatno pospešiti še globalno segrevanje.
Različni tipi izumiranja imajo različno vlogo pri evoluciji. Vzroki za nenehno »počasno« izumiranje, ki predstavlja večino izumiranja, še niso povsem jasni in so lahko posledica tekmovanja med vrstami za omejene naravne vire (kompetitivna izključitev). Če lahko medvrstno tekmovanje spremeni verjetnost da bo neka vrsta izumrla, je lahko selekcija vrst merilo za jakost naravnega izbora. Vmesna množična izumiranja so prav tako pomembna, vendar ne delujejo kot selekcijska sila, temveč drastično in vsepovprek zmanjša biološko raznolikost. To povzroči izbruhe hitre evolucije in speciacije pri preživelih.

## Evolucijska zgodovina življenja

### Izvor življenja
Začetek življenja je nujen pogoj za biološko evolucijo, vendar nam za razumevanje mehanizmov evolucije in njenega poteka ni potrebno točno vedeti, kako se je življenje začelo. Uveljavljeno mnenje je, da je kompleksna biokemična osnova življenja nastala iz preprostejših kemičnih reakcij, vendar ni jasno, kako se je to zgodilo. Nasploh je razmeroma malo znanega o najzgodnejšem razvoju življenja, zgradbi prvih živih bitij in zadnjemu skupnemu predniku vseh današnjih živih bitij oz. izvornemu genskemu skladu. Zaradi tega enotnega mnenja o začetku življenja med znanstveniki ni, obstajajo pa hipoteze o samopodvajajočih molekulah, kot je RNK, in sestavljanju preprostih celic.

### Skupni izvor
Vsi organizmi na Zemlji so potomci istega skupnega prednika oz. genskega sklada. Vrste, ki živijo danes, so stopnja v procesu evolucije, njihova raznolikost pa je posledica dolge serije speciacij in izumrtij. O skupnem izvoru vseh organizmov sklepamo na osnovi štirih preprostih dejstev: prvič, njihove geografske razširjenosti ni možno razložiti samo z adaptacijo na lokalne pogoje. Drugič, kljub vsej raznolikosti trenutni organizmi niso skupina popolnoma edinstvenih vrst, temveč organizmov, ki imajo določene podobnosti v telesni zgradbi. Tretjič, zakrnele strukture brez jasne funkcije so podobne strukturam njihovih prednikov, kjer imajo znano funkcijo, in nazadnje, na podlagi teh podobnosti je možno razvrstiti organizme v hierarhično strukturo, podobno rodoslovnemu drevesu. Vendar pa na podlagi novejših ugotovitev sklepamo, da je zaradi horizontalnega prenosa genov to »drevo življenja« nekoliko bolj zapleteno, saj so se nekateri geni prenesli med vrstami, ki si niso bližnje sorodne.
Tudi vrste, ki so živele v preteklosti, so zapustile sledi svojega razvoja. Njihovi fosili, skupaj z zgradbo danes živečih organizmov, predstavljajo zapis evolucijske zgodovine. S primerjanjem telesne zgradbe sodobnih in izumrlih vrst lahko paleontologi sklepajo na sorodnost teh vrst. Vendar pa je tak pristop najuspešnejši pri organizmih, ki so imeli trdne telesne dele, kot so oklepi, kosti ali zobje, in manj učinkovit pri tistih z mehkim telesom. Posebej problematični so prokarioti, kot so bakterije in arheje, ki imajo zelo malo podobnosti, zato njihovi fosili ne razkrivajo sorodnosti.
V zadnjem času ugotavljamo dokaze o skupnem izvoru tudi na podlagi podobnosti v biokemični zgradbi. Za primer, vse žive celice uporabljajo enak nabor nukleotidov in aminokislin. Razvoj molekularne genetike je omogočil vpogled v sledi evolucije znotraj genomov organizmov. Na podlagi t. i. molekularne ure, ki je rezultat nenehnih mutacij, lahko ocenimo, kdaj so se vrste ločile. Primerjava zaporedij DNK je tako razkrila bližnjo sorodnost ljudi in šimpanzov ter omogočila predvidevanje, kdaj je obstajal skupni prednik obeh skupin.

### Evolucija življenja
Kljub temu, da ne vemo natančno kako se je življenje začelo, je večina znanstvenikov mnenja, da so prokarioti naseljevali Zemljo že pred približno 3-4 milijardami let. Tekom naslednjih nekaj milijard let se njihova oblika in organizacija nista bistveno spremenili.
Naslednja pomembna stopnja v razvoju celične strukture so bili evkarioti. Ti so se razvili tako, da so predniki evkariotskih celic vključili vase starodavne bakterije in vzpostavili obliko sodelovanja, ki ji pravimo endosimbioza. Vključene bakterije in njihovi gostitelji so nato šli skozi proces koevolucije, v katerem so se bakterije razvile bodisi v mitohondrije, bodisi v hidrogenosome. Ločeno je kasneje prišlo do vključitve organizmov, podobnih modrozelenim cepljivkam, ki danes tvorijo kloroplaste v algah in rastlinah. Kdaj natančno se je to zgodilo ni povsem jasno, iz fosilnih ostankov pa sklepamo, da je bilo to pred 1,6 do 2,7 milijardami let.
Začetek življenja so zaznamovali enocelični evkarioti, prokarioti in arheje, dokler se pred približno 610 milijoni let niso v ediakarskih oceanih pojavili večcelični organizmi. Večceličnost se je razvila mnogokrat ločeno, pri spužvah, rjavih algah, modrozelenih cepljivkah, glivah sluzavkah in miksobakterijah.
Kmalu po pojavu prvih večceličnih organizmov je v roku le 10 milijonov let nastala izredna biotska raznovrstnost. Temu pojavu pravimo kambrijska eksplozija. V tem času je nastala večina tipov sodobnih živali, pa tudi nekaj samosvojih linij, ki so kasneje izumrle. Med možnimi vzroki za kambrijsko eksplozijo je kopičenje kisika v ozračju zaradi fotosinteze. Pred okrog 500 milijonov let so kopno poseljevale rastline in glive, kmalu pa so jim sledili še členonožci in druge živali. Dvoživke so se prvič pojavile pred približno 300 milijoni let, sledili so jim zgodnji amnioti in njim pred približno 200 milijoni let sesalci. Tako kot slednji so se iz plazilcem podobnih organizmov pred 100 milijoni let razvili tudi ptiči. Organizmi, ki so podobni zgodnjim prebivalcem Zemlje, ostajajo kljub razvoju teh velikih živali zelo uspešni in predstavljajo prevladujočo skupino živih bitij, tako po biomasi kot po številu vrst.

## Zgodovina evolucijske misli
Zamisli o skupnem izvoru in postopnem preoblikovanju vrst so stare vsaj 2600 let, ko jih je razlagal starogrški filozof Anaksimander. Drugi s podobnimi idejami so bili Grk Empedoklej, rimski filozof in pesnik Lukrecij, arabski biolog Al-Džahiz, perzijski filozof Ibn Miskawayh, Bratovščina čistosti in kitajski filozof Zhuangzi. Z večanjem znanja o naravi so ideje o evoluciji razvili nekateri filozofi narave, med njimi Pierre Maupertuis leta 1745 in Erasmus Darwin leta 1796. Še posebej vplivna je bila Lamarckova teorija o preoblikovanju vrst. Charles Darwin je prišel na idejo o naravnem izboru leta 1838 in je ravno razvijal svojo teorijo, ko mu je leta 1858 Alfred Russel Wallace poslal lastno, skoraj identično. Dogovorila sta se za skupno predstavitev in svoji teoriji prvič javno predstavila julija tistega leta pred Linnejevim društvom v Londonu. Darwinovo delo O izvoru vrst, ki je izšlo leta 1859, je podrobno razložilo naravni izbor, dokazi za evolucijo predstavljeni v njem pa so prepričali strokovno in širšo javnost o pojavu.
Razprave o mehanizmu evolucije so se s tem šele dobro pričele, saj Darwin ni mogel pojasniti izvora dednih variacij, na katere deluje naravni izbor. Podobno kot Lamarck je mislil, da starši prenesejo na svoje potomce prilagoditve, ki so jih pridobili tekom svojega življenja; ta teorija je kasneje dobila ime Lamarkizem. V 1880. letih je August Weismann v praksi dokazal, da spremembe zaradi uporabe oz. neuporabe niso dedne in Lamarkizem je bil sčasoma presežen. Kar je še pomembneje, Darwin ni znal pojasniti kako se lastnosti prenašajo iz generacije v generacijo. Leta 1865 je Gregor Mendel odkril, da se lastnosti dedujejo po določenih statističnih načelih, vendar njegovo delo takrat ni bilo deležno širše pozornosti. Ob ponovnem odkritju Mendlovega dela v začetku 20. stoletja so nasprotja med zgodnjimi genetiki in biometriki prerasla v razkol med zagovorniki Mendlovega in Darwinovega modela evolucije.
Kljub temu pa je ponovno odkritje Mendlovega dela o osnovah genetike (o kateri Darwin in Wallace nista vedela ničesar) dalo zagon raziskavam z namenom boljšega razumevanja kako pride do raznolikosti v lastnostih živali in rastlin. Kljub temu, da so bili Hugo de Vries in drugi zgodnji genetiki skeptični glede teorije evolucije, je ravno njihovo delo podalo osnovo, na kateri je teorija evolucije stala še trdneje kot prej.
Navidezno navzkrižje med Darwinovo teorijo evolucije z naravnim izborom in Mendlovimi ugotovitvami so presegli v 1920. in 1930. letih evolucijski biologi, kot so J.B.S. Haldane, Sewall Wright in še posebej Ronald Fisher, ki je postavil osnove populacijske genetike. Rezultat tega je bila kombinacija evolucije z naravnim izborom in dedovanja po Mendlovih principih, kar velja danes za sodobno sintezo evolucije. V 1940. letih so odkrili še fizično osnovo za dednost. Ključna pri tem sta bila spoznanje Oswalda Averyja in njegovih kolegov da je DNK genetski material ter odkritje Jamesa Watsona in Francisa Cricka, ki sta razvozlala zgradbo te molekule. Od takrat sta genetika in molekularna biologija neločljiv del evolucijske biologije, ki sta revolucionirala področje filogenetike.
V zgodnjih letih so se z evolucijsko biologijo ukvarjali predvsem znanstveniki s področij, ki se tradicionalno ukvarjajo s taksonomijo in so na podlagi znanja o posameznih skupinah organizmov razreševali evolucijske probleme. Kasneje pa je evolucijska biologija kot disciplina počasi pridobivala na veljavi in začela angažirati tudi znanstvenike s širšega biološkega ozadja. Danes so v preučevanje evolucijskih problemov vključeni biologi s področij kot so biokemija, ekologija, genetika in fiziologija, posredno pa se koncepti uporabljajo še znotraj bolj oddaljenih področij, kot so psihologija, medicina, filozofija in računalništvo.

## Družbeni in kulturni odzivi
V 19. stoletju, posebno po izidu knjige O izvoru vrst (1859), je teorija, da se je življenje razvilo zlagoma, postala predmet živahne razprave v akademskih krogih; posebno njene filozofske, sociološke in verske implikacije. Danes v znanstvenih publikacijah ni dvomov o tem, da se evolucija dogaja, uveljavljena sodobna razlaga tega pojava pa ima široko podporo pri znanstvenikih. Kljub temu pa ostaja ideja evolucije sporna za nekatere verske skupine.
Nekatere religije in njihove ločine so uskladile svoje verovanje z evolucijo s pomočjo pojmov, kot je teistična evolucija, še vedno pa obstajajo kreacionisti, ki zavračajo evolucijo, saj naj bi nasprotovala mitom o stvarjenju sveta kot delu njihovih religij. Izkazalo se je, da je najbolj sporen del teorije implikacija, da so se človekove umske in moralne sposobnosti razvile po enakih načelih kot lastnosti drugih živali in da niso nekaj popolnoma ločenega od materialnega sveta. V nekaterih državah - najočitneje v Združenih državah Amerike - so spori med znanostjo in religijo privedli do obsežnega konflikta v politiki in javnem šolstvu. Evolucijska biologija je še posebej na udaru in to kljub temu, da so odkritja na področjih kozmologije in ved o Zemlji prav tako v nasprotju z dobesednimi razlagami mnogih verskih besedil.
Drug sporen koncept, ki ga napačno povezujejo s teorijo evolucije, je t. i. »socialni darvinizem«, maltuzianistično ideologijo, ki jo je razvil Herbert Spencer in obravnava idejo »preživetja najmočnejšega« v človeški družbi, kar so kot argument uporabljali zagovorniki družbene neenakosti, rasizma, seksizma in imperializma. V resnici socialni darvinizem nasprotuje Darwinovim stališčem in po mnenju sodobnih znanstvenikov ga sodobna teorija evolucije ne podpira.

## Uporaba
Eno najpomembnejših področij praktične uporabe evolucije je umetna selekcija, kjer človek namenoma izbira določene lastnosti v populaciji. Ljudje izvajamo umetno selekcijo udomačenih živali in rastlin že tisočletja. V zadnjih letih je ta metoda tudi pomemben del genetskega inženirstva, kjer se preverja uspešnost vstavljanja genov v genom z določenimi označevalnimi geni (npr. za odpornost proti antibiotikom).
Razumevanje sprememb, ki so se zgodile skozi evolucijsko zgodovino vrste, lahko razkrije gene pomembne za izgradnjo določenih delov telesa oz. gene, ki so vpleteni v genske okvare. Za primer, Astyanax mexicanus je albinistična jamska riba, ki je z evolucijo izgubila vid. Z načrtnim križanjem različnih populacij teh rib so dobili nekaj potomcev z delujočimi očmi, saj je pri različnih populacijah prišlo do različnih mutacij, ki so povzročile izgubo vida. Z genetskimi analizami staršev in potomcev v teh poskusih so identificirali gene, pomembne za vid in barvo kože. Podobno je primerjava genomov skupine antarktičnih rib, ki so brez eritrocitov, z bližnje sorodnimi skupinami razkrila gene, potrebne za izgradnjo teh krvnih celic.
Glede na to, da evolucija ustvarja močno optimizirane procese in omrežja, je široko uporabna v računalništvu. V tej panogi so se simulacije evolucije z evolucijskimi algoritmi in umetnim življenjem pričele z delom Nilsa Aalla Barricellija v 1960. letih. To delo je nadaljeval Alex Fraser, ki je objavil vrsto člankov o simuliranju umetne selekcije. Umetna evolucija je postala uveljavljena metoda za optimiziranje na podlagi dela Inga Rechenberga v 1960-ih in zgodnjih 1970. letih. Rechenberg je uporabljal evolucijske strategije za reševanje kompleksnih problemov v inženirstvu. Posebej priljubljeni so postali genetski algoritmi, ki jih je razvil John Holland. Sočasno s pozornostjo akademskih krogov je rasla tudi računska moč računalniške opreme, ki je omogočila uporabo teh metod v praksi, npr. pri samodejni evoluciji računalniških programov. Danes se evolucijski algoritmi uporabljajo za učinkovito reševanje večdimenzionalnih problemov in sistemsko optimizacijo.